# Ermita de San Miguel (Olea)
La Ermita de San Miguel, en Olea (Cantabria), dentro del término municipal de Valdeolea (Cantabria, España) fue declarada Bien de Interés Cultural en el año 1979. Se encuentra a pocos metros del caserío de Olea, pueblo que da nombre a este valle, único de Cantabria que, a través del Camesa afluente del Pisuerga vierte aguas al Atlántico.

## Datación
No es segura la datación de esta iglesia de un románico rústico y popular. Se cree, mayoritariamente, que es del siglo XIII. Pertenece al estilo románico, aunque hay quien la considera ya protogótica. De las dos edificaciones románicas de Olea, esta es la más interesante pues la otra, la iglesia parroquial de Santa María, fue muy reformada en los siglos XVI y XVII. La ermita de San Miguel, en cambio, se ha mantenido prácticamente igual a lo largo de los siglos, teniendo solo reformas menores. Fue restaurada en los años ochenta.

## Descripción
Se trata de una construcción extremadamente sencilla y pequeña. Tiene una sola nave rectangular y está rematada por un ábside semicircular o, más bien, semielíptico. Está realizado en mampostería, excepto contrafuertes y esquinales, que se han realizado en sillería.
En el hastial oeste se alza una espadaña de un solo vano. El muro meridional está recorrido en parte por una imposta de ajedrezado de tres filas, paralela a la cornisa. El tejado se apoya directamente en el muro, sin canecillos. En esta fachada se encuentra la puerta de acceso, de doble arco apuntado. El ábside está reforzado por dos contrafuertes estrechos en forma de prisma. Solo se abre al exterios una simple aspillera. Está coronado por una cornisa biselada o de "caveto", es decir, una moldura cóncava cuyo perfil es un cuarto de círculo, y que se sujeta sobre canecillos.
Por lo que se refiere al interior de la ermita, tiene una cubierta de madera. El ábside tiene un arco triunfal de medio punto apoyado en medias columnas de fustes muy altos y con capiteles decorados. Esta ornamentación, aunque tosca, es la más interesante de la iglesia, apareciendo en el derecho un tema típico de la época, la lucha de dos caballeros. En el izquierdo pueden verse animales, posiblemente, lobos rodeando a asnos entrelazados y aves que pueden ser perdices.
Además, son dignos de mención un relieve de cristo crucificado junto al arco triunfal y un coro de madera en cuya barandilla está inscrito el año 1565, el de su construcción. En la nave puede verse un ara romana dedicada a los dioses y diosas del Convento, encontrada con motivo de las restauraciones de finales del siglo XX, no pudiendo olvidarse la proximidad a lugares de la Cantabria Romana como el yacimiento de Camesa-Rebolledo en el mismo Valdeolea o Julióbriga, en el municipio limítrofe de Campoo de Enmedio.